# دومنیکو ماجیورا
دومنیکو ماجیورا (انگلیسی: Domenico Maggiora؛ زادهٔ ۱۴ ژانویهٔ ۱۹۵۵) بازیکن فوتبال اهل ایتالیا است.
از باشگاه‌هایی که در آن بازی کرده‌است می‌توان به باشگاه فوتبال یوونتوس، باشگاه فوتبال آ.اس. رم، باشگاه فوتبال کاتانیا، باشگاه فوتبال کالیاری، باشگاه فوتبال سمپدوریا، و باشگاه فوتبال وارزه اشاره کرد.